# Coupe de France de football 2000-2001
 (juillet 2018).
Navigation
Coupe de France 1999-2000 Coupe de France 2001-2002
La Coupe de France 2000-2001 était la 84e édition de la coupe de France, et a vu le Racing Club de Strasbourg l'emporter sur l'Amiens SC en finale, le 26 mai 2001.
Ce fut la troisième Coupe de France remportée par les joueurs alsaciens.

## Trente-deuxièmes de finale
Les matchs des trente-deuxièmes de finale se sont joués les 19, 20 et 21 janvier 2001. Les 18 clubs de 1re division firent leur entrée en lice. Ayant été finaliste de la précédente édition, le CRUFC (CFA) entre, sur invitation de la fédération, également à ce tour.
| Équipe 1                        | Score                 | Équipe 2                            |
| Stade rennais (D1)              | 2 - 1                 | EA Guingamp (D1)                    |
| AJ Auxerre (D1)                 | 1 - 0                 | Lille OSC (D1)                      |
| RC Lens (D1)                    | 2 - 2 3 - 5 t. a. b.  | ES Troyes AC (D1)                   |
| Olympique lyonnais (D1)         | 3 - 2                 | SM Caen (D2)                        |
| LB Châteauroux (D2)             | 0 - 0 10 - 9 t. a. b. | Toulouse FC (D1)                    |
| AS Nancy-Lorraine (D2)          | 1 - 2                 | RC Strasbourg (D1)                  |
| Gazélec Ajaccio (Nat.)          | 2 - 3 a. p.           | AS Saint-Étienne (D1)               |
| ASOA Valence (Nat.)             | 1 - 0                 | AS Monaco (D1)                      |
| Thouars Foot 79 (Nat.)          | 0 - 2 a. p.           | Paris SG (D1)                       |
| Pacy VEF (Nat.)                 | 0 - 9                 | FC Nantes (D1)                      |
| Calais RUFC (CFA)               | 1 - 3                 | CS Sedan-Ardennes (D1)              |
| FC Dieppe (CFA)                 | 1 - 2                 | FC Metz (D1)                        |
| ES Thaon (DH)                   | 0 - 4                 | Olympique de Marseille (D1)         |
| Annonay (Ligue)                 | 0 - 3                 | SC Bastia (D1)                      |
| Stade issoirien (Ligue)         | 0 - 5                 | Girondins de Bordeaux (D1)          |
| Stade lavallois (D2)            | 0 - 1                 | SCO Angers (D2)                     |
| Le Mans UC (D2)                 | 1 - 0                 | AC Ajaccio (D2)                     |
| Clermont Foot (Nat.)            | 2 - 2 5 - 4 t. a. b.  | FC Sochaux (D2)                     |
| FC Sète (CFA)                   | 2 - 1                 | AS Cannes (D2)                      |
| Marcq-en-Bareuil (Ligue)        | 0 - 2                 | ES Wasquehal (D2)                   |
| FC Libourne-Saint-Seurin (CFA)  | 2 - 2 3 - 4 t. a. b.  | Grenoble Foot (Nat.)                |
| Football Club Chalonnais (CFA2) | 1 - 1 1 - 4 t. a. b.  | Stade de Reims (Nat.)               |
| SO Cholet (CFA2)                | 0 - 0 5 - 6 t. a. b.  | La Roche Vendée Football (Nat.)     |
| Lambres-les-Douai (Ligue)       | 0 - 2                 | Amiens SC (Nat.)                    |
| US Saint-Omer (CFA2)            | 1 - 0                 | AS Cherbourg (CFA)                  |
| US Concarneau (CFA2)            | 1 - 2                 | Vendée Fontenay Foot (CFA)          |
| CSO Amnéville (DH)              | 0 - 4                 | US Boulogne (CFA)                   |
| FC Bayeux (DH)                  | 0 - 2                 | Vannes OC (CFA)                     |
| Vandœuvre (Ligue)               | 1 - 2                 | Levallois SC (CFA)                  |
| Gallia Club Lunel (CFA2)        | 0 - 2                 | FA Carcassonne Villalbe (CFA2)      |
| FC Montceau Bourgogne (DH)      | 0 - 1                 | US Saint-Georges-les-Ancizes (CFA2) |
| UES Montmorillon (Ligue)        | 1 - 2                 | FC Sens (DH)                        |

## Seizièmes de finale
Les matchs des seizièmes de finale se sont joués les 9, 10 et 11 février 2001.
| Équipe 1                        | Score                | Équipe 2                            |
| Olympique lyonnais (D1)         | 1 - 1 4 - 3 t. a. b. | AS Saint-Étienne (D1)               |
| Girondins de Bordeaux (D1)      | 0 - 1                | FC Nantes (D1)                      |
| SC Bastia (D1)                  | 4 - 1                | FC Metz (D1)                        |
| Paris SG (D1)                   | 0 - 4                | AJ Auxerre (D1)                     |
| LB Châteauroux (D2)             | 1 - 0                | Olympique de Marseille (D1)         |
| Clermont Foot (Nat.)            | 0 - 1                | RC Strasbourg (D1)                  |
| Amiens SC (Nat.)                | 3 - 1                | Stade rennais (D1)                  |
| Vendée Fontenay Foot (CFA)      | 1 - 0                | CS Sedan-Ardennes (D1)              |
| FC Sens (DH)                    | 1 - 3                | ES Troyes AC (D1)                   |
| La Roche Vendée Football (Nat.) | 1 - 3 a. p.          | Le Mans UC (D2)                     |
| SCO Angers (D2)                 | 0 - 0 8 - 9 t. a. b. | Stade de Reims (Nat.)               |
| Levallois SC (CFA)              | 0 - 1                | ES Wasquehal (D2)                   |
| ASOA Valence (Nat.)             | 3 - 2 a. p.          | US Boulogne (CFA)                   |
| FA Carcassonne Villalbe (CFA2)  | 2 - 1                | FC Sète (CFA)                       |
| US Saint-Omer (CFA2)            | 0 - 2 a. p.          | Grenoble Foot (Nat.)                |
| Vannes OC (CFA)                 | 1 - 0                | US Saint-Georges-les-Ancizes (CFA2) |

## Huitièmes de finale
Les matchs des huitièmes de finale se sont joués les 9 et 10 mars 2001.
|  | ES Troyes AC (1) | 1 - 0 | (2) ES Wasquehal |  |  |
|  |                  |       |                  |  |  |

|  | Stade de Reims (3) | 1 - 0 | (1) SC Bastia |  |  |
|  |                    |       |               |  |  |

|  | ASOA Valence (3) | 0 - 2 | (1) RC Strasbourg |  |  |
|  |                  |       |                   |  |  |

|  | Vendée Fontenay Foot (4) | 2 - 2 3 - 4 t. a. b. | (1) Olympique lyonnais |  |  |
|  |                          |                      |                        |  |  |
|  | Tirs au but 3 - 4        |                      |                        |  |  |

|  | Vannes OC (4) | 1 - 2 | (1) AJ Auxerre |  |  |
|  |               |       |                |  |  |

|  | FA Carcassonne Villalbe (5) | 0 - 3 | (1) FC Nantes |  |  |
|  |                             |       |               |  |  |

|  | Amiens SC (3)     | 0 - 0 4 - 2 t. a. b. | (2) Le Mans UC |  |
|  |                   | (0 - 0)              |                |  |
|  | Tirs au but 4 - 2 |                      |                |  |

|  | LB Châteauroux (2) | 0 - 2 | (3) Grenoble Foot 38 |  |  |
|  |                    |       |                      |  |  |

## Quarts de finale
| 31 mars 2001 | FC Nantes (1)                                                                          | 4 - 1 a. p. | (1) AJ Auxerre    |                                                                    |                                                                    |
|              | Néstor Fabbri 58e · Nicolas Laspalles 114e · Marama Vahirua 116e · Marama Vahirua 120e |             | 53e Djibril Cissé | Stade de la Beaujoire Spectateurs : 25 567 Arbitrage : P. Garibian | Stade de la Beaujoire Spectateurs : 25 567 Arbitrage : P. Garibian |
|              | Rapport                                                                                |             |                   | Stade de la Beaujoire Spectateurs : 25 567 Arbitrage : P. Garibian | Stade de la Beaujoire Spectateurs : 25 567 Arbitrage : P. Garibian |

| 1er avril 2001 | RC Strasbourg (1)                                               | 3 - 0   | (1) Olympique lyonnais |                                                             |                                                             |
|                | Pascal Johansen 79e · Danijel Ljuboja 84e · Péguy Luyindula 89e | (0 - 0) |                        | Stade de la Meinau Spectateurs : 13 158 Arbitrage : A. Sars | Stade de la Meinau Spectateurs : 13 158 Arbitrage : A. Sars |
|                | Rapport                                                         |         |                        | Stade de la Meinau Spectateurs : 13 158 Arbitrage : A. Sars | Stade de la Meinau Spectateurs : 13 158 Arbitrage : A. Sars |

| 30 mars 2001 | Grenoble Foot 38 (3)                            | 2 - 4   | (1) ES Troyes AC                                                                       |                                                             |                                                             |
|              | Laurent David 40e · Laurent Debrosse 56e (pen.) | (1 - 1) | 25e Samuel Boutal · 47e Nicolas Goussé · 80e (pen.) Sladjan Djukic · 90e Mamadou Niang | Stade Lesdiguières Spectateurs : 14 000 Arbitrage : B. Coué | Stade Lesdiguières Spectateurs : 14 000 Arbitrage : B. Coué |
|              | Rapport                                         |         |                                                                                        | Stade Lesdiguières Spectateurs : 14 000 Arbitrage : B. Coué | Stade Lesdiguières Spectateurs : 14 000 Arbitrage : B. Coué |

| 31 mars 2001 | Amiens SC (3)    | 1 - 0   | (3) Stade de Reims |                                                               |                                                               |
|              | Peter Sampil 71e | (0 - 0) |                    | Stade de la Licorne Spectateurs : 12 000 Arbitrage : B. Layec | Stade de la Licorne Spectateurs : 12 000 Arbitrage : B. Layec |
|              | Rapport          |         |                    | Stade de la Licorne Spectateurs : 12 000 Arbitrage : B. Layec | Stade de la Licorne Spectateurs : 12 000 Arbitrage : B. Layec |

## Demi-finale
| 20 avril 2001 | RC Strasbourg (1)                                                                                  | 4 - 1   | (1) FC Nantes      |                                                                |                                                                |
|               | Péguy Luyindula 29e · Pascal Johansen 55e · Pascal Camadini 72e · José Luis Chilavert 90+3e (pen.) | (1 - 0) | 83e Marama Vahirua | Stade de la Meinau Spectateurs : 16 469 Arbitrage : C. Colombo | Stade de la Meinau Spectateurs : 16 469 Arbitrage : C. Colombo |
|               | Rapport                                                                                            |         |                    | Stade de la Meinau Spectateurs : 16 469 Arbitrage : C. Colombo | Stade de la Meinau Spectateurs : 16 469 Arbitrage : C. Colombo |

| 21 avril 2001 | Amiens SC (3)     | 0 - 0 4 - 2 t. a. b. | (1) ES Troyes AC |                                                              |                                                              |
|               |                   | (0 - 0)              |                  | Stade de la Licorne Spectateurs : 11 500 Arbitrage : A. Sars | Stade de la Licorne Spectateurs : 11 500 Arbitrage : A. Sars |
|               | Rapport           |                      |                  | Stade de la Licorne Spectateurs : 11 500 Arbitrage : A. Sars | Stade de la Licorne Spectateurs : 11 500 Arbitrage : A. Sars |
|               | Tirs au but 4 - 2 |                      |                  | Stade de la Licorne Spectateurs : 11 500 Arbitrage : A. Sars | Stade de la Licorne Spectateurs : 11 500 Arbitrage : A. Sars |

## Finale
| Finale,            | (D1) RC Strasbourg | 0 - 0             | Amiens SC (Nat.) | Stade de France                                     |                                                     |
| Samedi 26 mai 2001 | | (0 - 0)           | | Spectateurs : 78 641 Arbitrage : Mr Laurent Duhamel | Spectateurs : 78 641 Arbitrage : Mr Laurent Duhamel |
| Samedi 26 mai 2001 | Rapport |                   | | Spectateurs : 78 641 Arbitrage : Mr Laurent Duhamel | Spectateurs : 78 641 Arbitrage : Mr Laurent Duhamel |
| Samedi 26 mai 2001 | Teddy Bertin · Jacques Rémy · Peguy Luyindula · Valérien Ismaël · José Luis Chilavert                                                                         | Tirs au but 5 - 4 | Peter Sampil · Emerick Darbelet · Xavier Chalier · Jean-Paul Abalo · Laurent Strzelczak ·                                                                                                  | Spectateurs : 78 641 Arbitrage : Mr Laurent Duhamel | Spectateurs : 78 641 Arbitrage : Mr Laurent Duhamel |
| Samedi 26 mai 2001 | Chilavert - Beye, Ismaël, Bertin, Njanka - Fischer, Johansen, Amzine ( 57e Rémy), Camadini ( 104e Ljuboja), Martins - Luyindula · Entraîneur : Yvon Pouliquen | Équipes           | 1 Lachuer - 2 Leroy, 4 Abalo, 5 Strzelczak , 8 Lebrun - 10 Rivenet ( 102e 13 Adjali), 7 Duchemin, 3 Ewolo, 6 Darbelet - 9 Sampil, 11 Coquelet ( 83e 12 Chalier) · Entraîneur : Denis Troch | Spectateurs : 78 641 Arbitrage : Mr Laurent Duhamel | Spectateurs : 78 641 Arbitrage : Mr Laurent Duhamel |